# Copenhagen Suborbitals
Copenhagen Suborbitals (CS) ist eine nichtgewinnorientierte Organisation, die sich das Ziel gesetzt hat, einen Menschen auf einem suborbitalen Flug in den Weltraum zu fliegen.
Der Verein arbeitet auf der dänischen Insel Refshaleøen im Hafen von Kopenhagen. Raketenstarts werden von einer mobilen Plattform (Sputnik) in der Ostsee durchgeführt. Das Startgebiet hat eine ungefähre Größe von 70 × 35 km und liegt in der Nähe der Insel Bornholm.

## Mission
Ziel von Copenhagen Suborbitals ist es, einen Amateur-Astronauten über die international anerkannte Grenze des Weltraums von 100 Kilometern zu fliegen, und ihn oder sie wieder sicher zurück zur Erde zu bringen. Damit wäre Dänemark nach Russland, den USA und China das vierte Land, das eigenständig einen Menschen ins All fliegen kann. Die dafür benötigten Raumkapseln und Raketen werden von Copenhagen Suborbitals entwickelt und gebaut.
Ursprünglich war geplant, alle Baupläne und andere Materialien nach dem Open-Source-Prinzip zu veröffentlichen. Auf Wunsch des dänischen Geheimdienstes PET wird dies aber aus Gründen der nationalen Sicherheit unterlassen.
Es soll gezeigt werden, dass Raumfahrt abseits von staatlichen Organisationen auch von Privatpersonen mit niedrigem Budget durchgeführt werden kann.

## Geschichte

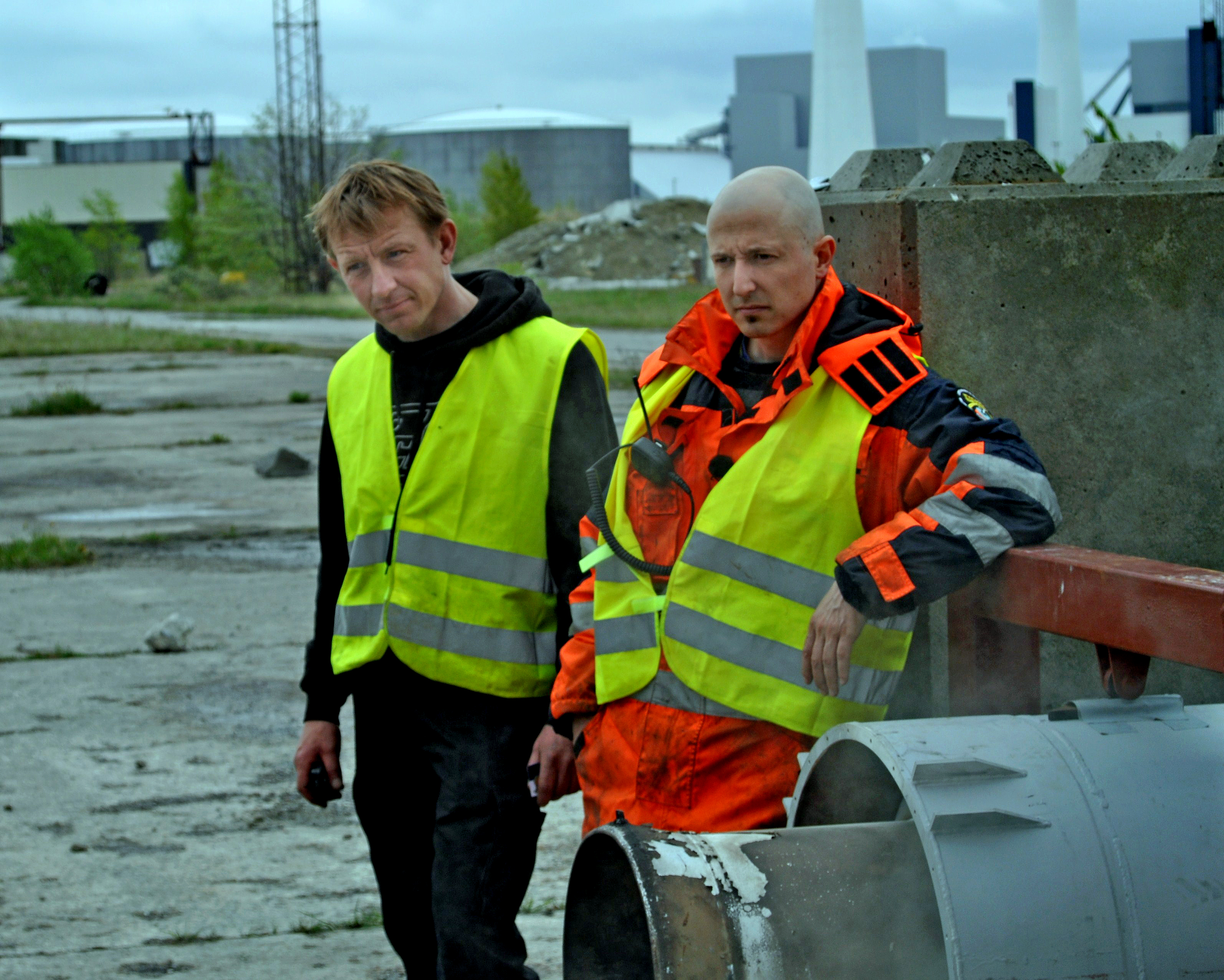
Peter Madsen und Kristian von Bengtson (2010)

Am 1. Mai 2008 wurde Copenhagen Suborbitals vom dänischen Architekten und ehemaligen NASA-Berater Kristian von Bengtson und dem Konstrukteur Peter Madsen gegründet.
Seit 2009 entwickelte und baute Copenhagen Suborbitals die Hybridrakete, HEAT-1X-Tycho Brahe. Diese Rakete mit 64 cm Durchmesser wurde von einem Triebwerk angetrieben, das mit Flüssigsauerstoff (LOX) und Polyurethan arbeitet. 2010 erfolgte ein erster Startversuch der Rakete HEAT-1X-Tycho Brahe. Dieser schlug fehl, da ein Ventil zufror und damit den Start verhinderte. Am 3. Juni 2011 wurde ein zweiter Startversuch durchgeführt. Das Triebwerk wurde frühzeitig abgeschaltet, da die Kursabweichung der Rakete zu groß wurde. Die Rakete erreichte eine Höhe von 2,8 km.
2012 wurde ein Prototyp eines Flüssigkeitstriebwerks TM65 fertiggestellt. Dieses Triebwerk soll mit Ethanol (75 %) und LOX betrieben werden und einen Schub von 65 kN leisten. Ein erster Test im Prüfstand wurde am 7. Mai 2012 für den 17. Mai 2012 angekündigt. Am 20. Mai 2012 wurde dann die TM65 erfolgreich für ungefähr 30 Sekunden gezündet.
Am 27. Juli 2012 wurde die erste zweistufige Rakete von Copenhagen Suborbitals erfolgreich auf der Ostsee gestartet. Die Smaragd besitzt wie die Heat-1X ein Hybrid-Triebwerk. Besonderheiten waren u. a. eine Rotation der Rakete zur Stabilisation sowie eine Trennung der zwei Stufen mittels Durchbrennen eines Seils. Die Rakete verlor kurz nach dem Start (Startbeschleunigung > 20 g) die Spitze mit der Elektronik zur Telemetrie-Übertragung. Die Triebwerke zündeten erfolgreich.
Im August 2012 wurde die Raumkapsel Tycho Deep Space fertiggestellt und unter anderem auf ihre Schwimmtauglichkeit getestet. Am 11. August wurde die Raumkapsel schließlich mit ihrer Rettungsrakete (ebenfalls Hybrid-Antrieb) gestartet, sie erreichte eine Flughöhe von etwa einem Kilometer. Die Rettungsrakete wurde im Flug planmäßig von der Raumkapsel abgesprengt und die Kapsel mit Hilfe der Fallschirme gelandet.

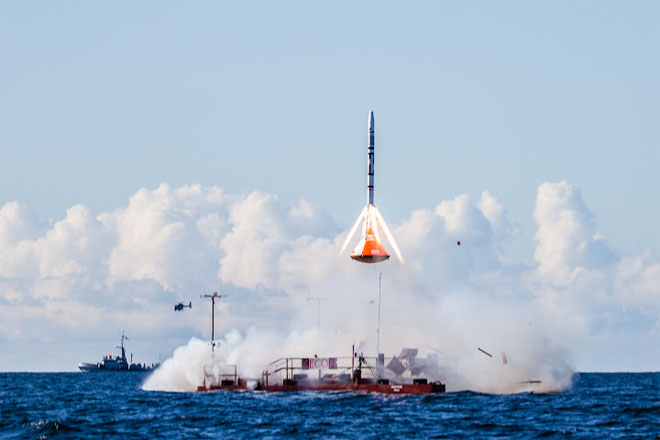
Start der Kapsel TDS mit der Rettungsrakete am 12. August 2012

Die Rakete SAPPHIRE, eine Hybrid-Rakete mit aktiven Lenksystem, wurde am 23. Juni 2013 gestartet, wobei die Rakete eine Höhe von 8,2 km erreichte.
Am 23. Februar 2014 teilte Copenhagen Suborbitals mit, dass Gründer Kristian von Bengtson nach Streit mit Peter Madsen die Organisation verlässt. Nach längerem Streit verließ auch Madsen im Juni 2014 Copenhagen Suborbitals. Von Bengtson war 2015 Mitinitiator ein neues Raketenprojekts und ist heute Technikvorstand des daraus hervorgegangenen Raketenherstellers Orbex; Madsen wurde 2018 wegen Mordes zu lebenslanger Haft verurteilt.
Bei einem statischen Test am 16. August 2014 fing das Triebwerk der neuen HEAT-2X-Rakete Feuer und zerstörte den gesamten Triebwerksteil. Die HEAT-2X sollte die erste Rakete sein, die die Kármán-Linie von 100 Kilometern Höhe überschreiten kann.
Im Mai 2016 verabschiedete das dänische Parlament ein Gesetz zur Regelung der dänischen Weltraumaktivitäten. Grundsätzlich fasst es mehrere von Dänemark ratifizierte UN-Verträge zusammen, schließt aber auch Grauzonen, in denen sich Copenhagen Suborbitals befand. Da das Gesetz detailliert auf Copenhagen Suborbitals und die Danish Space Challenge eingeht, wird es auch „Copenhagen Suborbitals und Danish Space Challenge Gesetz“ genannt.
Nach zweijähriger Pause wurde am 23. Juli 2016 die Rakete Nexø 1 gestartet. Dabei handelt es sich nicht um eine Rakete mit Hybrid-, sondern zum ersten Mal mit Flüssigkeitsraketentriebwerk. Auf Grund eines Ventil-Fehlers konnte nicht die volle Leistung des Triebwerks erreicht werden, weshalb nur eine Flughöhe von 1,5 Kilometern erreicht wurde.

## Raketen, Raumkapseln und Triebwerke

### Spica
Spica ist die Rakete mit der letztlich ein bemannter Flug in den Weltraum durchgeführt werden soll. Der grundlegende Aufbau wurde 2014 festgelegt und die Rakete nach Spica, dem hellsten Stern im Sternbild Jungfrau benannt.
Um den Weltraum zu erreichen, benötigt die 13 Meter hohe und etwa 4 Tonnen schwere Rakete ein Triebwerk mit einer Leistung von 100 kN – damit wäre sie mit Abstand die größte je von Amateuren gebaute Rakete. Wie bei den BPM-5-Triebwerken der Nexø-Raketen, ist als Treibstoff Ethanol und als Oxidator flüssiger Sauerstoff (LOX) geplant. Die Effizienz des Antriebs soll durch eine neue Steuermethode um etwa 8–10 % erhöht werden: Statt Strahlrudern (Jet-Vanes), die den Abgasstrom beeinflussen, soll nun das gesamte Triebwerk geschwenkt werden. Ein solcher Prototyp für das BPM-5-Triebwerk wurde bereits 2016 getestet.
Ein Großteil der für die Spica-Rakete benötigten Technologien werden mit den kleineren Nexø-Raketen erprobt.

### Nexø 1 und 2
Der Zweck der Nexø-Raketen ist es, Technologien für die Spica-Rakete zu testen und Erfahrungen mit ihnen zu sammeln. Benannt wurden Nexø 1 und 2 nach dem Bornholmer Ort Nexø, dem Hafen von dem aus zum Startgebiet östlich der Insel ausgelaufen wird. Mit dem BPM-5-Triebwerk sind es die ersten Raketen von Copenhagen Suborbitals, die Flüssigkeitsraketentriebwerke statt Hybridtriebwerken nutzen.
Der Hauptunterschied zwischen Nexø 1 und Nexø 2 besteht darin, wie Treibstoff und Oxidator ins Triebwerk gelangen: Bei Nexø 1 werden die Tanks selbst mit Helium unter Druck gesetzt. Treibstoff und Oxidator werden so ins Triebwerk gedrückt. Durch den sinkenden Druck bei sich leerenden Tanks sinkt im Laufe des Flugs die Leistung der Rakete. Bei Nexø 2 wird ein sogenanntes DPR-System (Dynamic Pressure Regulation) zum Einsatz kommen. Dabei wird ein Tank mit komprimiertem Helium den Treibstoff und Oxidator ins Triebwerk drücken. Auf Grund des sehr hohen Drucks im Heliumtank ist die Leistung gut steuerbar und lässt während des Flugs kaum nach. Durch diesen zusätzlichen Tank ist Nexø 2 mit 6,7 m rund einen Meter größer als die 5,6 m hohe Nexø 1.
Nexø 1 wurde am 23. Juli 2016 vor Bornholm gestartet. Auf Grund eines zugefrorenen Ventils wurde dem Triebwerk nicht genügend und zu warmer Sauerstoff zugeführt, weshalb nicht die volle Leistung ausgeschöpft werden konnte. Die Rakete beschleunigte mit vergleichsweise geringen 0,2 g und erreichte nur 1,5 km Flughöhe. Aufgrund einer Fehlinterpretation des Bordcomputers wurde der Fallschirm während des Sinkflugs nicht ausgeworfen, weshalb die Rakete ungebremst etwa 300 Meter von der Startplattform Sputnik entfernt in der Ostsee aufschlug.
Ursprünglich war geplant, Nexø 2 im Sommer 2017 zu starten. Die Ermordung von Kim Wall durch Peter Madsen und das dadurch sehr hohe Interesse der Medien an Madsens Vergangenheit führte letztendlich zusammen mit anderen Gründen zur Verlegung des Starts um ein Jahr. Am 4. August 2018 wurde die Nexø 2 erfolgreich gestartet und flog etwa 6500 Meter hoch. Zum ersten Mal gelang es Copenhagen Suborbitals, eine Rakete weitgehend intakt zu bergen.

### BPM-2 und BPM-5
BPM (Bi-propellant motor) -2 und -5 sind kleinere Flüssigkeitsraketentriebwerke mit jeweils 2 bzw. 5kN Schubkraft. Als Treibstoff wird ein Gemisch aus 75 % Ethanol und 25 % Wasser genutzt. Flüssiger Sauerstoff dient als Oxidator.
BPM-2 ist ein sehr rudimentäres Triebwerk, das einzig zu Testzwecken entwickelt wurde. Es ist einfach herzustellen und deshalb auch leicht zu ersetzen. Hauptsächlich wurde mit dem BPM-2-Triebwerk das Verhältnis von Ethanol und Wasser im Treibstoff optimiert.
BPM-5 ist das Triebwerk der Nexø-Raketen und ein Zwischenschritt zum BPM-100-Triebwerk, das die Spica-Rakete antreiben soll. Auch mit dem BPM-5-Triebwerk wurden eine Reihe von Tests durchgeführt. So wurden zum Beispiel verschiedene Zusatzstoffe im Treibstoff sowie verschiedene Materialien für die Strahlruder erprobt. Vor allem aber dienen die vielen Tests dazu, die Leistung des Triebwerks unter verschiedenen Bedingungen zu verstehen.
Das Triebwerk wird regenerativ gekühlt. Dabei wird der Treibstoff um die Brennkammer geleitet, wobei er einen Großteil der Wärme absorbiert. Hergestellt wird das BPM-5 aus Aluminium.

### HEAT-2X
HEAT-2X war mit 10,7 m Höhe die größte bisher von Copenhagen Suborbitals konstruierte Rakete. Sie sollte als erste die Kármán-Linie überquerend und dabei die Tycho Deep Space-80-Kapsel transportieren. Zum Start, der für den Sommer 2014 geplant war, kam es allerdings nie. Bei einem statischen Test implodierte die innere Wand des regenerativ gekühlten TM-65LE-Triebwerks. Der austretende Treibstoff setzte den gesamten Prüfstand in Brand und richtete einen irreparablen Schaden an der Rakete an.

### Sapphire
Sapphire ist die kleinste von Copenhagen Suborbitals gestartete Rakete und gleichzeitig die erste, die aktiv vom Bordcomputer mit Hilfe von Kupfer-Strahlrudern gesteuert wurde. Am 23. Juni 2013 wich die Sapphire während ihres Flugs nur um 90 Meter vom angepeilten Ziel, direkt über der Startplattform ab und erreichte eine Flughöhe von 8,25 km.
Angetrieben wurde die etwa 200 kg schwere Rakete von einem Hybridraketentriebwerk, das die Sapphire auf bis zu 1238 km/h (Mach 1,03) beschleunigte. Der feste Treibstoff bestand aus Polyurethan-Körnern, als Oxidator fungierte Distickstoffmonoxid, auch bekannt als Lachgas.

### Tycho Deep Space
Die Kapsel mit dem Spitznamen „Beautiful Betty“ erinnert an das Kommandomodul des Apollo Raumschiffs der NASA, ist jedoch nur halb so groß und bietet Platz für einen statt drei Astronauten. Tycho Deep Space war von 2011 bis 2012 in der Produktion und wurde vor dem Start zahlreichen Tests unterzogen. So wurde zum Beispiel der Fallschirmauswurf, der Aufprall auf dem Wasser und die Schwimmtauglichkeit erprobt. Auch die Rettungsrakete (LES) wurde mehrfach getestet.
Am 11. August 2012 wurde die Kapsel dann von ihrer Rettungsrakete gestartet. Der Flug verlief tadellos, allerdings durfte die Rettungsrakete aus Sicherheitsgründen erst nach Brennschluss abgetrennt werden. Deshalb war nicht genügend Zeit, um die Kapsel mit dem Bremsfallschirm zu stabilisieren, weshalb der Hauptfallschirm früh ausgeworfen wurde. Die verbleibende Zeit reichte allerdings nicht zur vollen Entfaltung, weshalb die Kapsel hart auf dem Wasser landete und später geborgen werden konnte.

### Smaragd
Smaragd ist die bisher einzige zweistufige CS-Rakete. Wie die Sapphire verwendet auch die Smaragd ein ventilloses Hybridraketentriebwerk mit Polyurethan als Treibstoff und Distickstoffmonoxid als Oxidator.
Nach einigen Verzögerungen wurde die Smaragd am 27. Juli 2012 vor Bornholm gestartet. Nur 1,8 Sekunden nach dem Start fiel allerdings die Raketenspitze mitsamt der gesamten Bordelektronik ab. Wegen eines Konstruktionsfehlers konnte diese der sehr starken Beschleunigung von etwa 20 g nicht standhalten, weshalb fast keine nützlichen Telemetriedaten gesammelt werden konnten.
Die zweite Stufe startete nach Durchbrennen eines Seils wie geplant, war aber zu Testzwecken nicht vollständig mit Treibstoff gefüllt. So erreichte die Smaragd letztlich eine Flughöhe von 8,2 Kilometern.

### HEAT-1X
Die erste von Copenhagen Suborbitals gestartete Rakete war die HEAT-1X (Hybrid Exo Atmospheric Transporter). Sie startete die nach dem dänischen Astronomen benannte Kapsel Tycho-Brahe-1 mit einem Crashtest-Dummy an Bord. Zunächst sollte die 9,38 m hohe und 1627 kg schwere Rakete am 5. September 2010 gestartet werden. Da jedoch ein Ventil zur Sauerstoffversorgung zufror, musste der Start abgebrochen werden.

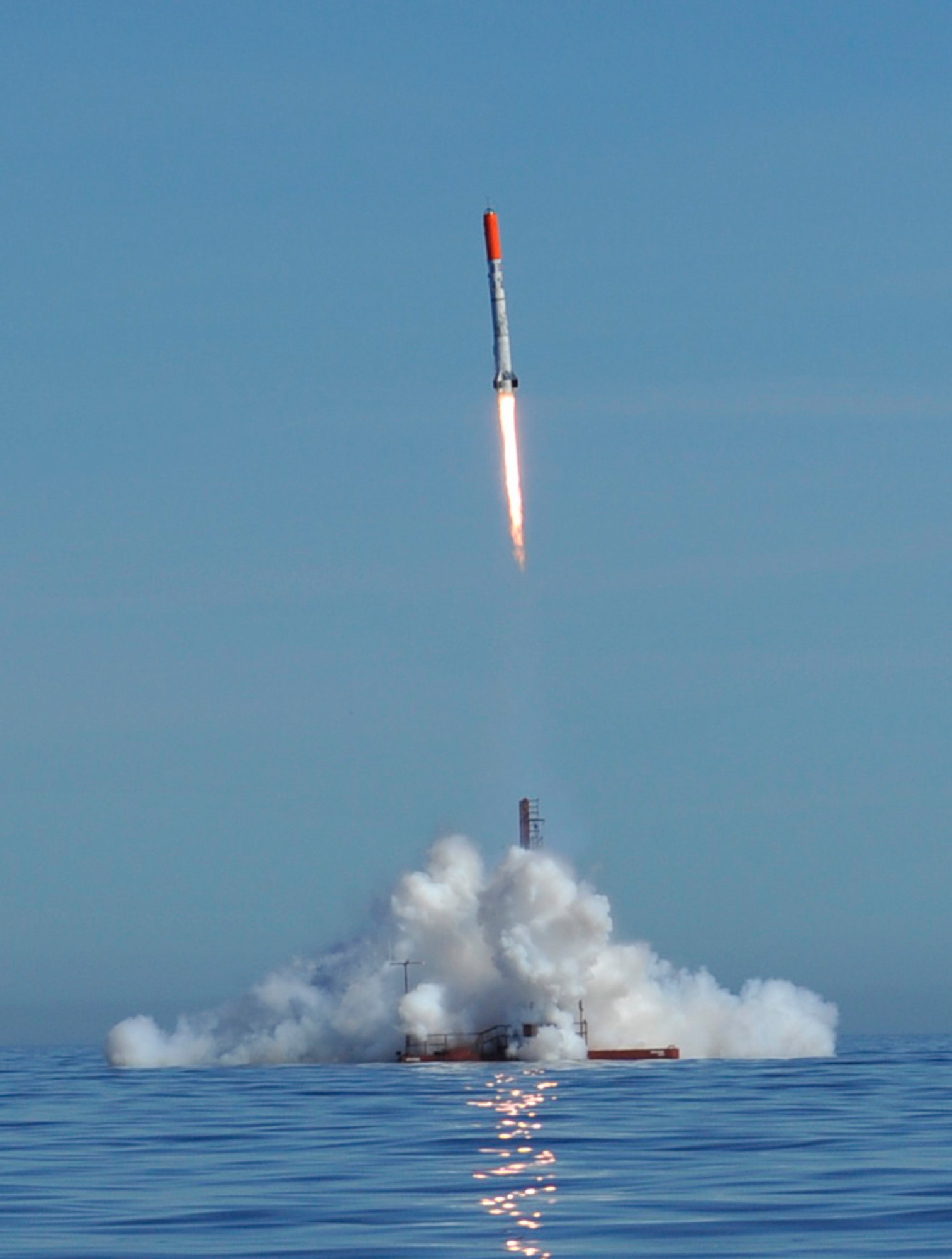
HEAT-1X – TYCHO BRAHE – Zweiter Startversuch
(2011)

Am 3. Juni 2011 fand dann ein zweiter Startversuch statt. Nach einigen Sekunden kippte die Rakete um etwa 30°. Die Rakete näherte sich darauf der Grenze des Startgebiets, weshalb das Triebwerk nach 15 Sekunden Flug manuell abgeschaltet wurde. Der ungünstige Flugwinkel führte auch dazu, dass der Fallschirm nicht korrekt ausgeworfen werden konnte. Darum schlug die Rakete mit hoher Geschwindigkeit auf der Ostsee auf. Die Tycho-Brahe-Kapsel landete schwerbeschädigt mit einem teilweise gerissenen Fallschirm und konnte geborgen werden. Statt den ursprünglich geplanten 16 km Flughöhe wurden 2,8 km erreicht.
Die HEAT-1X basierte, trotz ihrer Größe, auf einfacher Raketentechnik. So wurde sie zum Beispiel rein passiv durch sogenannte Rollerons gesteuert. Dabei wird jeweils Metallrädchen an den Finnen angebracht. Diese werden während des Flugs durch den Luftstrom sehr stark beschleunigt und verhindern dann als Gyroskope, dass sich die Rakete um die eigene Achse dreht. Verwendet wird außerdem ein Hybridraketentriebwerk mit Polyurethan als Treibstoff und flüssigem Sauerstoff (LOX) als Oxidator. Der Flug hat bewiesen, dass es möglich ist, eine Rakete von einer schwimmenden Startplattform auf der Ostsee zu starten. Eine passive Steuerung wurde allerdings für spätere Großraketen ausgeschlossen, weshalb begonnen wurde ein aktives Lenksystem zu entwickeln.

### Tycho Brahe
Tycho-Brahe ist ein sogenanntes Micro Spacecraft (MSC) und die erste von Copenhagen Suborbitals konstruierte Raumkapsel. Es besteht aus einer 64 cm breiten Stahlhülle, die mit Kork isoliert wird. Um den Durchmesser der nur 300 kg schweren Kapsel zu minimieren, sollte der Passagier, beim einzigen Flug ein Crashtest-Dummy, eine halb-stehende Position ein. Als Passagier hätte man den Flug durch eine Plexiglas-Kuppel an der Spitze der Kapsel mitverfolgen können. Die bemannte Kapsel hätte zusätzlich ein einfaches Lebenserhaltungssystem enthalten. Abgebremst werden sollte die Kapsel durch einen Hochgeschwindigkeits-Bremsschirm und einen Hauptfallschirm.

## Astronauten
Zwei Copenhagen Suborbitals-Mitglieder sind Kandidaten für die erste bemannte Mission (Stand April 2018):
- Mads Stenfatt, Finanzanalyst
- Carsten Olsen, Kindergärtner

## Startablauf
Als Startplatz wurden zunächst Andøya in Norwegen, Kiruna in Schweden oder Keflavík auf Island in Betracht gezogen. Diese Startplätze erfüllen aber nicht die Bedingungen für einen bemannten, suborbitalen Flug, weshalb letztlich nach Absprache mit den dänischen Behörden das Militärübungsgelände ESD138/ESD139 östlich von Bornholm in der Ostsee als Startplatz festgelegt wurde. Um von See starten zu können, wurde die mobile Startplattform (MLP) Sputnik konstruiert. Zunächst musste diese von Peter Madsens U-Boot UC3 Nautilus gezogen werden, wurde später aber mit eigenen Dieselmotoren ausgestattet. Unter anderem diese Schiffe nahmen an verschiedenen Missionen teil:
- MHV Hjortø, ein Schiff der dänischen Marineheimwehr, das unter anderem als Missionskontrollzentrum, für den HEAT-1X-Start gedient hat.[8]
- M/S Vostok, ursprünglich der Seenotrettungskreuzer G. Kuchenbecker der DGzRS,[51] als Missionskontrollschiff für alle Missionen ab 2012. Die Vostok wurde Ende 2017 an einen Schiffssammler verkauft.[52]
- M/S Antares, als Versorgungsboot
- Bolette Munkholm, ein umgebauter Fischkutter, als Missionskontrollschiff für zukünftige Missionen[52]

## Finanzierung
Finanziert wird Copenhagen Suborbitals durch Crowdfunding: Unterstützer aus der ganzen Welt spenden für das Projekt, viele von ihnen monatlich als Mitglieder von Copenhagen Suborbitals Support. Diese Unterstützergruppe wurde am 5. Oktober 2010 gegründet, hat mehr als 600 Mitglieder und kommt für die meisten Fixkosten wie Miete und Strom auf. Hinzukommen zahlreiche Sponsoren, Sachspenden und Einnahmen durch Vorträge. Das jährliche Budget von Copenhagen Suborbitals beläuft sich somit auf 1,5 Millionen dänische Kronen, umgerechnet etwa 200.000 Euro. Das entspricht etwa zehn Prozent des Kaffeebudgets der NASA.

## Auszeichnungen
Am 3. Oktober 2013 wurde Copenhagen Suborbitals die „Breitling Milestone Trophy“ der Fédération Aéronautique Internationale bei einer Zeremonie in Kuala Lumpur verliehen.